# Rudzienko k/Dobrego (gromada)
Rudzienko k/Dobrego (lub Rudzienko k. Dobrego, inaczej Rudzienko koło Dobrego) – dawna gromada, czyli najmniejsza jednostka podziału terytorialnego Polskiej Rzeczypospolitej Ludowej w latach 1954–1972.
Gromady, z gromadzkimi radami narodowymi (GRN) jako organami władzy najniższego stopnia na wsi, funkcjonowały od reformy reorganizującej administrację wiejską przeprowadzonej jesienią 1954 do momentu ich zniesienia z dniem 1 stycznia 1973, tym samym wypierając organizację gminną w latach 1954–1972.
Gromadę Rudzienko k/Dobrego z siedzibą GRN w Rudzienku k/Dobrego utworzono – jako jedną z 8759 gromad na obszarze Polski – w powiecie mińskim w woj. warszawskim, na mocy uchwały nr VI/10/7/54 WRN w Warszawie z dnia 5 października 1954. W skład jednostki weszły obszary dotychczasowych gromad Adamów, Gęsianka-Borowa, Mlęcin, Rudzienko, Rakówiec, Wola Polska i Wólka Mlęcka ze zniesionej gminy Rudzienko w tymże powiecie. Dla gromady ustalono 18 członków gromadzkiej rady narodowej.
Gromada przetrwała do końca 1972 roku, czyli do kolejnej reformy gminnej.
Uwaga: Nie mylić z gromadą Rudzienko k/Kołbieli w powiecie mińskim.